# فرانشيسكا الكسندر
فرانشيسكا الكسندر (بالإنجليزية: Francesca Alexander)‏ هي رسامة توضيحية وكاتِبة ومترجمة أمريكية، ولدت في 27 فبراير 1837 في بوسطن في الولايات المتحدة، وتوفيت في 21 يناير 1917 في فلورنسا في إيطاليا.

## وصلات خارجية
- فرانشيسكا الكسندر على موقع الموسوعة البريطانية (الإنجليزية)